# Cradle 2 the Grave (саундтрек)
Cradle 2 the Grave — саундтрек 2003 года к фильму с одноимённым названием с Джет Ли и рэпером DMX в главной роли.

## О саундтреке
Выпущен 18 февраля 2003 года на лейблах Ruff Ryders и Def Jam. Саундтрек был спродюсирован такими исполнителями хип-хопа, как DMX, Dame Grease, Эминем, Mannie Fresh, Sha Money XL и DJ Envy. В саундтрек вошли хит-сингл DMX «X Gon’ Give It to Ya» и его же песня «Go To Sleep», записанная совместно с Эминемом и рэпером Оби Трайсом; песня является диссом на врага Эминема, рэпера Benzino, на Ja Rule и Республиканскую партию США.
Саундтрек стал успешным, дебютировав под 6-м номером в чарте Billboard 200, а также под 3-м в Top R&B/Hip-Hop Albums и на первой строчке в Top Soundtracks. Cradle 2 the Grave был сертифицирован как «золотой» Американской ассоциацией звукозаписывающих компаний 19 мая 2003 года, будучи распроданным в США тиражом в 500 000 экземпляров.

## Список композиций
1. «X Gon’ Give It to Ya» — DMX
2. «Go to Sleep» — Эминем, Оби Трайс & DMX
3. «What’s It All For» — Bazaar Royale
4. «Follow Me Gangster» — G-Unit
5. «Stompdas**toutu» — Capone-n-Noreaga & M.O.P.
6. «Do Sumptin’» — Comp
7. «My Life» — Foxy Brown & Althea
8. «Fireman» — Drag-On
9. «Drop Drop» — Joe Budden
10. «I’m Serious» — Clipse
11. «Right/Wrong» — DMX
12. «It’s Gon’ Be What It’s Gon’ Be» — Jinx & Loose
13. «Hand That Rocks the Cradle» — Big Stan
14. «Won’t Be Coming Back» — Birdman
15. «C2G» — Fat Joe & Youngn' Restless
16. «Focus» — Kashmir
17. «Slangin’ Dem Thangs» — Profit
18. «Off the Hook» — Jinx Da Juvy
19. «Getting Down» — DMX, Big Stan, Kashmir & Bazaar Royale